# Berwick Castle

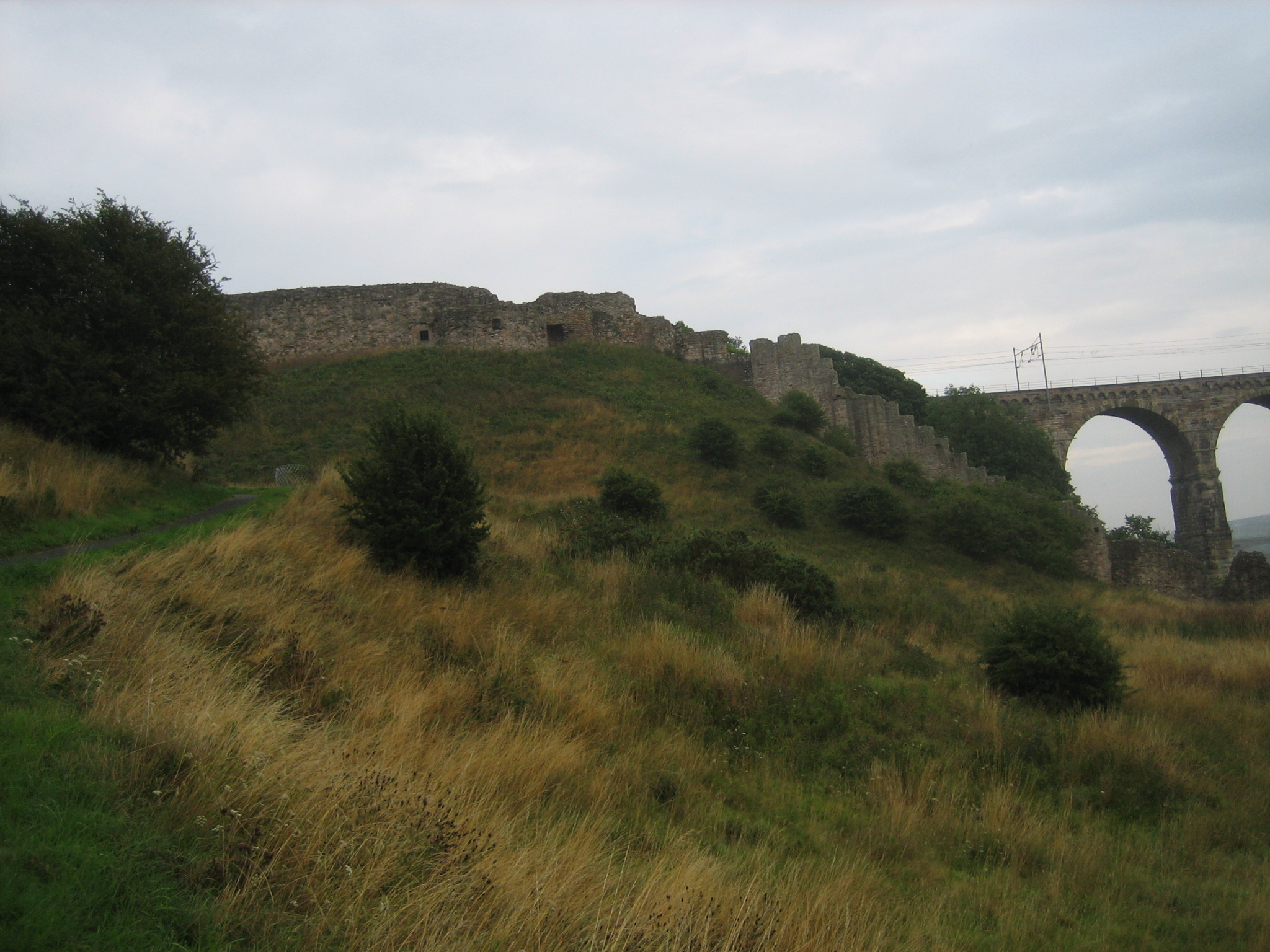
Motte und Donjonmauer von Berwick Castle. Rechts die Eisenbahnbrücke.

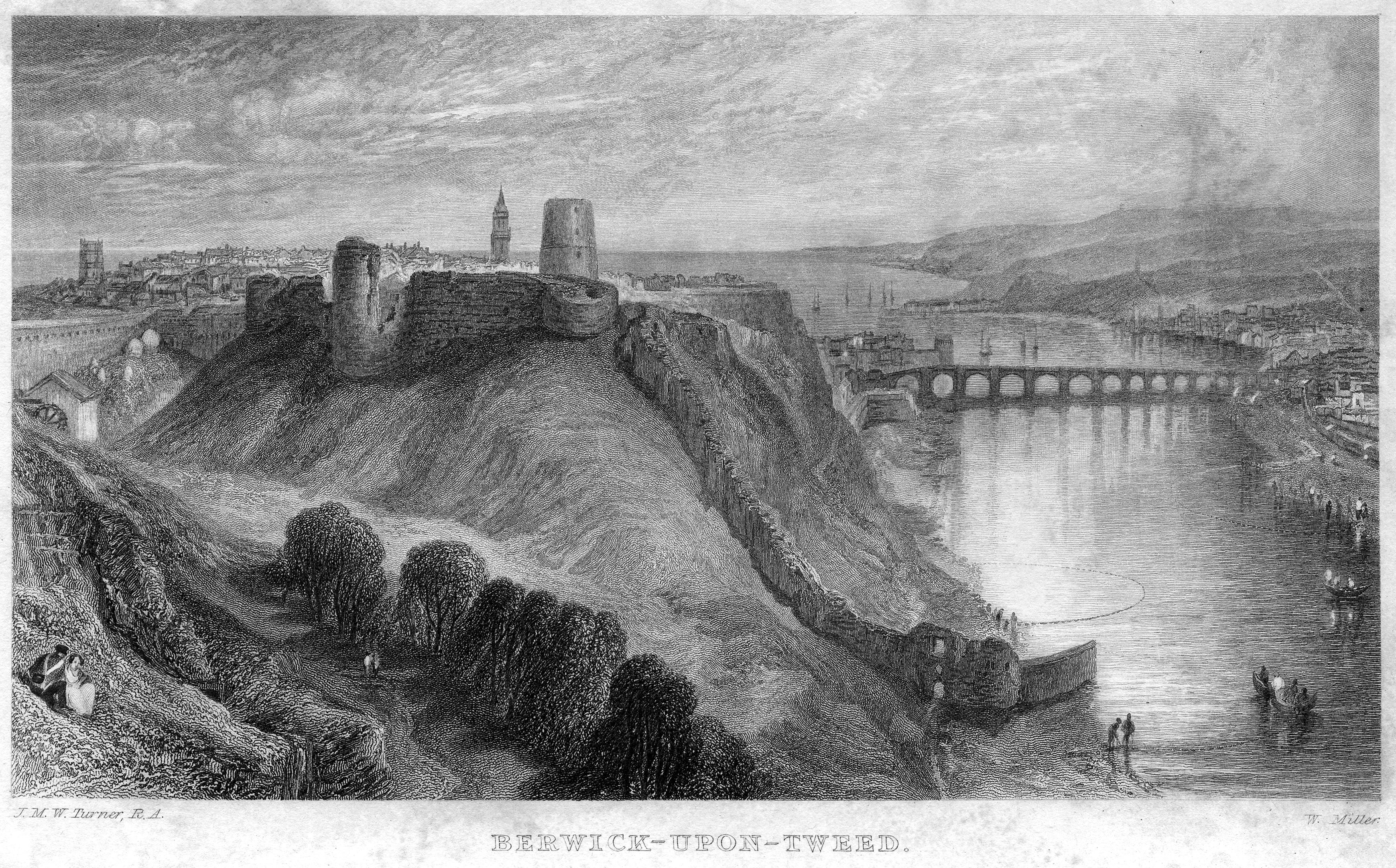
Darstellung der Burg aus dem 19. Jahrhundert

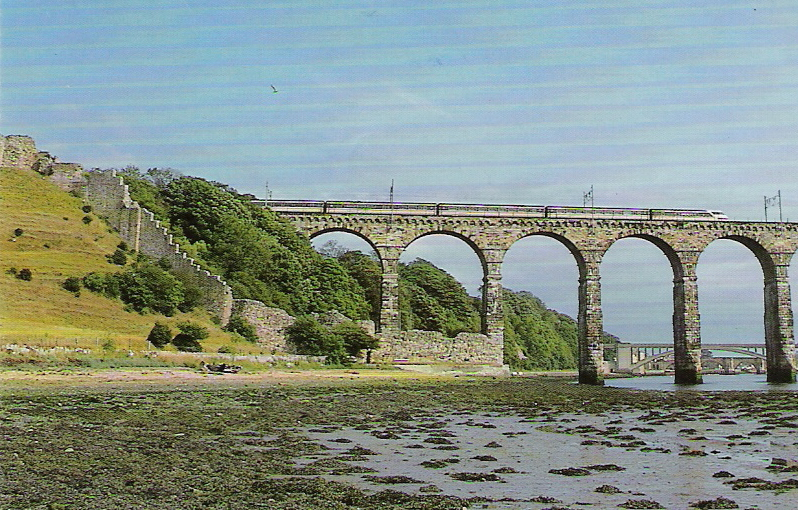
Reste der Kurtine

Berwick Castle ist eine Burgruine in Berwick-upon-Tweed in der englischen Grafschaft Northumberland.

## Geschichte
Die Burg wurde im 12. Jahrhundert vom schottischen König David I. gebaut. In den Jahren 1296 bis 1298 ließ der englische König Eduard I. die Burg wieder aufbauen und die Stadt befestigen, bevor sie an Schottland zurückgegeben wurden. Im November 1292 verkündete König Eduard im Rittersaal der Burg vor dem versammelten englischen Parlament und vielen Adligen aus Schottland seinen Schiedsspruch zu Gunsten von John Balliol im Streit zwischen diesem und Robert the Bruce um die Krone von Schottland. Im Jahre 1330 erhielt Domino Roberto de Lawedre aus The Bass, beschrieben als „Küster oder Wächter der Marschen und der Burg von Berwick-upon-Tweed“ die Summe von £ 33, 6 s, 8 d offenbar zum Ende seiner Anstellung dort und noch einmal die gleiche Summe vom schottischen Finanzminister. Stadt und Burg wechselten während der verschiedenen englisch-schottischen Konflikte mehrmals den Besitzer.
Für das Jahr 1464 zeigen die Exchequer Rolls of Scotland, dass Robert Lauder aus Edrington £ 20 für Reparaturarbeiten am Berwick Castle bekam. Im 16. Jahrhundert, zur Zeit Elisabeth I., wurden die Mauern durch den Anbau zweier halbrunder Artillerieflankierungstürme verstärkt, einer davon an der Flussseite und der andere am Eck der Kurtine.
Die Lage der Burg im umkämpften Grenzland zwischen England und Schottland machte sie zu einer der wichtigsten Befestigungen auf den britischen Inseln und sie kann auf eine ereignisreiche Geschichte zurückblicken. Als größeres taktisches Ziel in der Region wurde sie sowohl von den Engländern als auch von den Schotten mehrmals eingenommen und erlitt dabei häufig schwere Schäden. Eduard I. von England nutzte sie als Hauptquartier während seiner Invasionen von Schottland. Die Burg wechselte ihre Besitzer auch unter weniger gewalttätigen Umständen, z. B. als der englische König Richard Löwenherz sie an die Schotten verkaufte, um mit dem Erlös seinen dritten Kreuzzug zu finanzieren. Schließlich fiel die Burg in der letzten Augustwoche 1482 in englische Hand. Nach der Invasion Schottlands gemäß einem Pakt mit dem Fürsten von Albany nahm Richard, Graf von Gloucester, die Burg von Patrick Hepburn, Lord Hailes, ein.
Der Bau moderner Festungsmauern um Berwick im 16. Jahrhundert machte die Burg nutzlos und ihre weitere Geschichte ist die eines stetigen Verfalls. Große Teile wurden als Steinbruch genutzt. Insbesondere geschah dies in der Zeit des Commonwealth für den Bau der Dreifaltigkeitskirche in Berwick. Im 19. Jahrhundert wurden der Rittersaal und vieles, was noch übrig geblieben war, zerstört, um Platz für den Bahnhof Berwick-upon-Tweed zu schaffen. Die Bahnsteige liegen nun da, wo im Jahre 1296 König Eduard Lehenseide des schottischen Adels abnahm, was auf einer großen Tafel zu lesen ist.
Die wichtigsten bis heute erhaltenen Teile der Burg sind die White Wall vom Ende des 13. Jahrhunderts und die steile, lange Treppenflucht namens Brakeneck Stairs (dt. Genickbruchtreppen). Sie werden von English Heritage verwaltet.

## Besitzer der Burg
- Sir William Douglas, 1294–1296, ergab sich Eduard I. von England nach dem Massaker von Berwick
- Maurice de Berkeley, 2. Baron Berkeley, englischer Gouverneur, ca. 1314
- Edmond de Caillou, gascognischer Gouverneur der Engländer, fiel 1316 in der Schlacht von Skaithmuir.
- Sir Robert Lauder aus The Bass, etwa 1330.
- Robert Lauder aus Edrington, später Robert Lauder of The Bass, 1461/2-1474.
- David, Earl of Crawford, 1474–1478.
- Sir Robert Lauder aus Edrington, Knt., 1478–1482.
- Sir Patrick Hepburn, 1. Lord Hailes, 1482 (letzter schottischer Gouverneur).
- Sir William Drury (gest. 1579), Marschall von Berwick-upon-Tweed, bis 1564.
- Francis Russell, 2. Earl of Bedford, ernannt 1564.
- Sir George Bowes aus Streatlam, County Durham (gest. 1580), Marschall von Berwick. 1568 eskortierte er Maria Stuart von Carlisle nach Bolton Castle. Seine Schwester Margery heiratete John Knox.